# Takumi Motohashi
Takumi Motohashi (本橋 卓巳 Motohashi Takumi?), född 3 augusti 1982 i Tokyo prefektur, är en japansk före detta fotbollsspelare.
Motohashi började sin karriär 2001 i Yokohama F. Marinos. 2002 blev han utlånad till Shonan Bellmare. Han gick tillbaka till Yokohama F. Marinos 2003. Med Yokohama F. Marinos vann han japanska ligan 2003 och japanska ligacupen 2001. 2004 flyttade han till Sagan Tosu. Efter Sagan Tosu spelade han för Montedio Yamagata och Tochigi SC. Han avslutade karriären 2013.